# Papiamento
Papiamento är ett språk som talas av invånare på Aruba, Bonaire och Curaçao (så kallade ABC-öarna) samt till viss del i övriga före detta Nederländska Antillerna. Språket är en blandning av portugisiska (ungefär 60 %), spanska, nederländska och engelska. På Aruba är stavning beroende av ordets ursprung: k-ljudet skrivs ⟨c⟩ eller ⟨k⟩, medan den på de andra öarna är fonetisk: k-ljudet skrivs alltid ⟨k⟩. Papiamento liknar mycket den kreol som talas på Kap Verde.
Språket talas av ungefär 270 000 personer, varav 70 000 bor i Nederländerna och resten på ABC-öarna.
Många invandrare från Latinamerika, speciellt spansktalande, väljer medvetet att lära sig papiamento hellre än nederländska på grund av språkets enkla struktur.

## Fonologi

### Vokaler
Vokaler [ɔ] representeras med ⟨Ò⟩ och [ɛ] med ⟨È⟩.
|              | Främre | Bakre |
| ------------ | ------ | ----- |
| Sluten       | i      | u     |
| Mellansluten | e      | o     |
| Mellan       |        |       |
| Mellanöppen  | ɛ      | ɔ     |
| Öppen        | a      |       |

Källa:

### Konsonanter
Tonlösa och tonade konsonanter är separerade med |-tecken så att de tonlösa finns till vänster.
|             | Bilabial | Labial | Alveolar | Postalveolar | Palatal | Velar  | Glottal |
| ----------- | -------- | ------ | -------- | ------------ | ------- | ------ | ------- |
| Nasal       | m        |        | n        |              | ɲ       |        |         |
| Klusil      | p \| b   |        | t \| d   |              |         | k \| g | ʔ       |
| Frikativ    | f \| v   |        | s \| z   | ʃ \| ʒ       |         | x      | h       |
| Affrikat    |          |        |          | ʧ \| ʤ       |         |        |         |
| Approximant |          | w      |          |              | j       |        |         |
| Tremulant   |          |        | r        | r            |         |        |         |
| Lateral     |          |        | l        | l            |         |        |         |

Källa:

## Skillnader mellan de besläktade språken
Skillnaderna mellan portugisiska, spanska, engelska och nederländska.
| Svenska            | Papiamento           | Portugisiska                   | Spanska                             | Engelska            | Nederländska                         |
| ------------------ | -------------------- | ------------------------------ | ----------------------------------- | ------------------- | ------------------------------------ |
| Välkommen          | Bon biní             | Bem-vindo                      | Bienvenido                          | Welcome             | Welkom                               |
| God dag            | Bon dia              | Bom dia                        | Buenos días                         | Good day            | Goedendag                            |
| God morgon         | Bon dia              | Bom dia                        | Buenos días                         | Good morning        | Goedemorgen                          |
| God eftermiddag    | Bon tardi            | Boa tarde                      | Buenas tardes                       | Good afternoon      | Goedemiddag                          |
| God natt           | Bon nochi            | Boa noite                      | Buenas noches                       | Good night          | Goedenacht                           |
| Tack               | Danki                | Obrigado                       | Gracias                             | Thank you           | Bedankt / dank je wel                |
| Tack så mycket     | Masha danki          | Muito obrigado                 | Muchas gracias                      | Thank you very much | Hartelijk dank / vriendelijk bedankt |
| Hur mår du?        | Kon ta bai?          | Como vais?/como vai?           | ¿Cómo te va?                        | How are you?        | Hoe gaat het met jou?                |
| Mycket bra         | Mashá bon            | Muito bem                      | Muy bien                            | Very good           | Erg goed                             |
| Jag mår bra        | Mi ta bon            | Eu estou bom/bem               | Yo estoy bien                       | I am fine           | Het gaat goed                        |
| Jag, jag är        | Mi, Mi ta            | Eu, Eu Sou                     | Yo, yo soy                          | I, I am             | Ik, ik ben                           |
| Ha en trevlig dag  | Pasa un bon dia      | Passa um bom dia               | Pasa un buen dia                    | Have a nice day     | Een mooie dag verder                 |
| Vi ses senare      | Te aweró/ Te despues | Vejo-te depois/ Te vejo depois | Te veo después                      | See you later       | Tot ziens                            |
| Vad heter du?      | Ta ki bo nomber?     | Qual é o seu nome?             | ¿Cómo te llamas?                    | What is your name?  | Hoe heet je?/hoe heet jij?           |
| Jag heter Robert   | Mi nomber ta Robert  | Meu nome é Robert              | Mi nombre es Robert/me llamo Robert | My name is Robert   | Mijn naam is Robert/ik heet Robert   |
| Och du?            | Í abo?               | E você?                        | ¿Y tú?                              | And you?            | En jij?                              |
| Mat                | Kuminda              | Comida                         | Comida                              | Food                | Voedsel                              |
| Bröd               | Pan                  | Pão                            | Pan                                 | Bread               | Brood                                |
| Ägg                | Uebo/webu            | Ovo                            | Huevo                               | Egg                 | Ei                                   |
| Juice              | Djus                 | Sumo/Suco                      | Zumo / Jugo                         | Juice               | Sap                                  |
| Jag gillar Curaçao | Mi gusta Kòrsou      | Eu gosto de Curaçao            | Me gusta Curazao                    | I like Curaçao      | Ik hou(d) van Curaçao                |
| Vatten             | Awa                  | Água                           | Agua                                | Water               | Water                                |
| Till salu          | Ta bende             | Para venda                     | En venta                            | For sale            | Te koop                              |
| Hund               | Cacho                | Cão                            | Perro                               | Dog                 | Hond                                 |
| Katt               | Pushi                | Gato                           | Gato                                | Cat                 | Kat                                  |
| Gris               | Porko                | Porco                          | Cerdo/Puerco                        | Pig                 | Varken                               |